# 히라후쿠역
히라후쿠역(일본어: 平福駅)은 일본 효고현 사요군 사요정에 위치한 지즈 급행 지즈 선의 철도역이다. 상대식 승강장 2면 2선의 구조를 갖춘 지상역이다.

## 타는 곳
| 1 · 2 | ■ 지즈 선 | 하행 | 지즈 · 돗토리 · 구라요시 방면            |
| 1 · 2 | ■ 지즈 선 | 상행 | 가미고리 · 오사카 · 교토 · 오카야마 방면 |

## 역 주변
- 국도 제373호선

## 역사
- 1994년 12월 3일 : 지즈 급행 지즈 선 개업과 동시에 설치.
- 2009년
  - 8월 9일 : 태풍 9호에 의해 지즈 급행 내의 토사가 유입해, 당 역을 포함 일부 구간이 운행 정지.
  - 8월 12일 : '슈퍼 하쿠토'가 이 역과 오하라역 사이에서 버스 대행으로 하는 형태로 운행 재개하는 것이 되어, 당 역 임시 정차 개시.
  - 8월 29일 : 지즈 급행선이 전면적으로 운행 재개해 보통 열차 환승 재개. '슈퍼 하쿠토' 임시 정차 종료.

## 인접 역
| 지즈 급행 ■ 지즈 선 | 지즈 급행 ■ 지즈 선 | 지즈 급행 ■ 지즈 선 |
| ------------------- | ------------------- | ------------------- |
| 사요 가미고리 방면  | ■ 지즈 선           | 이시이 지즈 방면    |